# Territoriale indeling van Alagoas

Alagoas

De Braziliaanse deelstaat Alagoas is ingedeeld in 3 mesoregio's, 13 microregio's en 102 gemeenten.

## Mesoregio Agreste Alagoano
3 microregio's, 24 gemeenten

### Microregio Arapiraca
10 gemeenten:
Arapiraca -
Campo Grande -
Coité do Noia -
Craíbas -
Feira Grande -
Girau do Ponciano -
Lagoa da Canoa -
Limoeiro de Anadia -
São Sebastião -
Taquarana

### Microregio Palmeira dos Índios
11 gemeenten:
Belém -
Cacimbinhas -
Estrela de Alagoas -
Igaci -
Mar Vermelho -
Maribondo -
Minador do Negrão -
Palmeira dos Índios -
Paulo Jacinto -
Quebrangulo -
Tanque d'Arca

### Microregio Traipu
3 gemeenten:
Olho d'Água Grande -
São Brás -
Traipu

## Mesoregio Leste Alagoano
6 microregio's, 52 gemeenten

### Microregio Litoral Norte Alagoano
5 gemeenten:
Japaratinga -
Maragogi -
Passo de Camaragibe -
Porto de Pedras -
São Miguel dos Milagres

### Microregio Maceió
10 gemeenten:
Barra de Santo Antônio -
Barra de São Miguel -
Coqueiro Seco -
Maceió -
Marechal Deodoro -
Paripueira -
Pilar -
Rio Largo -
Santa Luzia do Norte -
Satuba

### Microregio Mata Alagoana
16 gemeenten:
Atalaia -
Branquinha -
Cajueiro -
Campestre -
Capela -
Colônia Leopoldina -
Flexeiras -
Jacuípe -
Joaquim Gomes -
Jundiá -
Matriz de Camaragibe -
Messias -
Murici -
Novo Lino -
Porto Calvo -
São Luís do Quitunde

### Microregio Penedo
5 gemeenten:
Feliz Deserto -
Igreja Nova -
Penedo -
Piaçabuçu -
Porto Real do Colégio

### Microregio São Miguel dos Campos
9 gemeenten:
Anadia -
Boca da Mata -
Campo Alegre -
Coruripe -
Jequiá da Praia -
Junqueiro -
Roteiro -
São Miguel dos Campos -
Teotônio Vilela

### Microregio Serrana dos Quilombos
7 gemeenten:
Chã Preta -
Ibateguara -
Pindoba -
Santana do Mundaú -
São José da Laje -
União dos Palmares -
Viçosa

## Mesoregio Sertão Alagoano
4 microregio's, 26 gemeenten

### Microregio Alagoana do Sertão do São Francisco
3 gemeenten:
Delmiro Gouveia -
Olho d'Água do Casado -
Piranhas

### Microregio Batalha
8 gemeenten:
Batalha -
Belo Monte -
Jacaré dos Homens -
Jaramataia -
Major Isidoro -
Monteirópolis -
Olho d'Água das Flores -
Olivença

### Microregio Santana do Ipanema
10 gemeenten:
Carneiros -
Dois Riachos -
Maravilha -
Ouro Branco -
Palestina -
Pão de Açúcar -
Poço das Trincheiras -
Santana do Ipanema -
São José da Tapera -
Senador Rui Palmeira

### Microregio Serrana do Sertão Alagoano
5 gemeenten:
Água Branca -
Canapi -
Inhapi -
Mata Grande -
Pariconha
Acre · Alagoas · Amapá · Amazonas · Bahia · Ceará · Espírito Santo · Federaal District · Goiás · Maranhão · Mato Grosso · Mato Grosso do Sul · Minas Gerais · Pará · Paraíba · Paraná · Pernambuco · Piauí · Rio de Janeiro · Rio Grande do Norte · Rio Grande do Sul · Rondônia · Roraima · Santa Catarina · São Paulo · Sergipe · Tocantins